# Peisel (Lohmar)
Peisel ist ein Weiler in Lohmar im Rhein-Sieg-Kreis in Nordrhein-Westfalen.

## Geographie
Peisel liegt im Osten Lohmars. Umliegende Ortschaften und Weiler sind Stolzenbach im Norden, Hausen im Norden, Nordosten und Osten, Röttgen im Südwesten, Kreuznaaf im Süden, Reelsiefen im Südwesten, Höngesberg im Südwesten und Westen, Schöpcherhof, Hitzhof und Brückerhof im Nordwesten.

## Gewässer
Ein namenloser orographisch linker Nebenfluss der Agger fließt durch Peisel. Der Stolzenbach fließt nordwestlich an Peisel entlang. Die Agger fließt an Peisel vorbei.

## Verkehr

### Verkehrsanbindung
Peisel liegt an der B 484.

### Bahnverkehr
Der nächstgelegene Bahnhof liegt in Lohmar-Honrath bei Jexmühle.

### Busverkehr
- Linie 557: Siegburg – Lohmar – Donrath – Kreuznaaf – Stolzenbach – Wahlscheid – Overath

Sowohl der Linienverkehr als auch das Anruf-Sammeltaxi (AST) fahren nur die Haltestellen naher benachbarter Ortschaften und Weiler an, z. B. Kreuznaaf und Stolzenbach. Peisel gehört zum Tarifgebiet des Verkehrsverbund Rhein-Sieg (VRS).